# Dave Taylor
David Andrew "Dave" Taylor, född 4 december 1955 i Levack, Ontario, är en kanadensisk före detta professionell ishockeyspelare. Taylor spelade för Los Angeles Kings i NHL åren 1977–1994.

## Karriär
Dave Taylor valdes av Los Angeles Kings i den femtonde rundan som 210:e spelare totalt i NHL Amateur Draft 1975. Han debuterade i NHL säsongen 1977–1978 med 43 poäng på 64 matcher för Los Angeles Kings. Redan under sin andra säsong med Kings, 1978–1979, visade Taylor att han kunde producera framåt med 43 mål och 91 poäng på 78 matcher.
Dave Taylor var under flera säsonger i Los Angeles Kings en del av den framgångsrika kedjan "Triple Crown Line" med stjärncentern Marcel Dionne och vänsterforwarden Charlie Simmer. Säsongen 1980–1981 gjorde han personbästa 47 mål och 112 poäng.
Säsongen 1986–1986 blev Taylor ny lagkapten för Kings. Följande säsong, 1986–1987, debuterade en ung Luc Robitaille i Kings-tröjan och gav ny stjärnstatus till klubben efter Marcel Dionne som samma säsong byttes bort till New York Rangers. Taylor var lagkapten för Kings fram till och med säsongen 1989–1990 då Wayne Gretzky, som kommit till klubben säsongen 1988–1999, tog över kaptensrollen i laget.
Säsongen 1992–1993 var Taylor med och spelade Stanley Cup-final med Kings mot Montreal Canadiens, en finalserie som Canadiens vann med 4-1 i matcher. Följande säsong, 1993–1994, blev Taylors sista innan han lade skridskorna på hyllan för gott.
Taylor vann Stanley Cup som en del av St. Louis Blues organisation säsongen 2018–2019.

## Statistik
| 1974–75    | Clarkson Golden Knights | ECAC       | 32   | 20  | 34  | 54   | —    | —  | —  | —  | —  | —   |
| 1975–76    | Clarkson Golden Knights | ECAC       | 31   | 26  | 33  | 59   | —    | —  | —  | —  | —  | —   |
| 1976–77    | Clarkson Golden Knights | ECAC       | 34   | 41  | 67  | 108  | —    | —  | —  | —  | —  | —   |
| 1976–77    | Fort Worth Texans       | CHL        | 7    | 2   | 4   | 6    | 2    | —  | —  | —  | —  | —   |
| 1977–78    | Los Angeles Kings       | NHL        | 64   | 22  | 21  | 43   | 47   | 2  | 0  | 0  | 0  | 5   |
| 1978–79    | Los Angeles Kings       | NHL        | 78   | 43  | 48  | 91   | 124  | 2  | 0  | 0  | 0  | 2   |
| 1979–80    | Los Angeles Kings       | NHL        | 61   | 37  | 53  | 90   | 72   | 4  | 2  | 1  | 3  | 4   |
| 1980–81    | Los Angeles Kings       | NHL        | 72   | 47  | 65  | 112  | 130  | 4  | 2  | 2  | 4  | 10  |
| 1981–82    | Los Angeles Kings       | NHL        | 78   | 39  | 67  | 106  | 130  | 10 | 4  | 6  | 10 | 20  |
| 1982–83    | Los Angeles Kings       | NHL        | 46   | 21  | 37  | 58   | 76   | —  | —  | —  | —  | —   |
| 1983–84    | Los Angeles Kings       | NHL        | 63   | 20  | 49  | 69   | 91   | —  | —  | —  | —  | —   |
| 1984–85    | Los Angeles Kings       | NHL        | 79   | 41  | 51  | 92   | 132  | 3  | 2  | 2  | 4  | 8   |
| 1985–86    | Los Angeles Kings       | NHL        | 76   | 33  | 38  | 71   | 110  | —  | —  | —  | —  | —   |
| 1986–87    | Los Angeles Kings       | NHL        | 67   | 18  | 44  | 62   | 84   | 5  | 2  | 3  | 5  | 6   |
| 1987–88    | Los Angeles Kings       | NHL        | 68   | 26  | 41  | 67   | 129  | 5  | 3  | 3  | 6  | 6   |
| 1988–89    | Los Angeles Kings       | NHL        | 70   | 26  | 37  | 63   | 80   | 11 | 1  | 5  | 6  | 19  |
| 1989–90    | Los Angeles Kings       | NHL        | 58   | 15  | 26  | 41   | 96   | 6  | 4  | 4  | 8  | 2   |
| 1990–91    | Los Angeles Kings       | NHL        | 73   | 23  | 30  | 53   | 148  | 12 | 2  | 1  | 3  | 12  |
| 1991–92    | Los Angeles Kings       | NHL        | 77   | 10  | 19  | 29   | 63   | 6  | 1  | 1  | 2  | 20  |
| 1992–93    | Los Angeles Kings       | NHL        | 48   | 6   | 9   | 15   | 49   | 22 | 3  | 5  | 8  | 31  |
| 1993–94    | Los Angeles Kings       | NHL        | 33   | 4   | 3   | 7    | 28   | —  | —  | —  | —  | —   |
| NHL totalt | NHL totalt              | NHL totalt | 1111 | 431 | 638 | 1069 | 1589 | 92 | 26 | 33 | 59 | 145 |